# Sainte-Radegonde, Gers
 Sainte-Radegonde  là một xã của tỉnh Gers, thuộc vùng Occitanie, tây nam nước Pháp.